# Катакази, Константин Гаврилович
Константин Гаврилович Катакази (25 августа 1828 — 22 апреля 1890) — российский дипломат, тайный советник. В 1869—1872 годах — посланник Российской империи в Соединённых Штатах Америки.

## Происхождение
Константин Катакази (греч. Κατακάζης) происходил из аристократической семьи фанариотского происхождения. Его дед, Антон Катакази эмигрировал в Россию в 1807 году. Семья Катакази имела крупные землевладения в восточной части Молдавского княжества. В 1812 году по Бухарестскому мирному договору владения стали частью России. Семья Катакази упоминается в дворянских родословных книгах Бессарабской губернии.
Два сына Антона Катакази участвовали в российской политической жизни. Старший сын, Константин Антонович Катакази (1775—1826) был губернатором Бессарабии с 1818 по 1825. В браке с княжной из рода Ипсиланти, Константин активно поддерживал греческую тайное общество «Филики Этерия» и военные действия Александра Ипсиланти в Молдавии и Валахии. А младший сын, Гавриила Антонович Катакази, стал дипломатом. Он был послом Российской империи при дворе короля Греции Отто. Позже Г. А. Катакази был сенатором Российской империи, действительный тайный советник.

## Дипломатическая карьера
В 1854 году окончил курс обучения в Ришельевском лицее. Следуя примеру отца, Константин Гаврилович начал карьеру в Министерстве иностранных дел России. В 1848-51 годах работал в Азиатском департаменте МИД. В 1851 году был направлен в Бразилию младшим секретарём миссии. Но уже в конце года был переведён в Вашингтон. В начале 1854 года с момента смерти посланника А. А. Бодиско и до назначения Э. А. Стекля, фактически возглавлял русскую миссию в США.
С 1856 по 1859 он исполнял обязанности старшего секретаря миссии в Ганновере, где заслужил расположение короля Георга V. Но, когда между ними произошёл конфликт, Катакази был переведён в Лиссабон. В 1863 году был назначен чиновником особых поручений V класса при вице-канцлере князе А. М. Горчакове. В начале 1865 года Катакази по поручению А. М. Горчакова написал меморандум, содержащий план российского посредничества в американской гражданской войны. Согласно меморандуму, как Север, так и Юг считали, что Россия является особым их другом, а, следовательно, Россия являлась удобным для обеих сторон посредником. В меморандуме говорится, что в интересах России вступить в союз с Соединенными Штатами, чтобы компенсировать влияние Британской империи.
Горчаков благоприятно оценил меморандум, но не принял никакого решения по предложениям. Он послал копию заявления Э. А. Стёклю, послу России в Вашингтоне, с рекомендацией оценить ситуацию и принять меры, которые они считают наиболее подходящими. Но гражданская война в США приближалась к концу, и за месяц до падения Ричмонда, посредничество не было реальным вариантом. После ухода в отставку по состоянию здоровья Э. А. Стёкля, А. М. Горчаков назначил послом в США Константина Катакази. Во время церемонии его назначения, Александр II сказал Катакази: «Ваши инструкции очень кратки и определенны. Вы должны постоянно помнить, что наш лучший друг — американский народ». Главным предписанием Горчакова было — добиваться поддержки американской администрацией российской политики в черноморском вопросе.
Несмотря на это и встречное стремление США заручиться поддержкой России в деле «Алабамы» (вызванного претензиями США к правительству Великобритании по поводу того, что в Ливерпуле для Конфедерации был построен военный корабль «CSS Alabama», нанесший во время гражданской войны большой экономический ущерб Северу путем каперства), вступил в конфликт с администрацией президента У. С. Гранта, вызванный его нелестными отзывами об окружении президента.
В июне 1871 года правительство США потребовало отзыва Катакази. По просьбе России отзыв был отложен до окончания начавшегося в ноябре визита эскадры вице-адмирала К. Н. Посьета. Плавание эскадры, с которой прибыл великий князь Алексей Александрович, планировалось превратить в демонстрацию русско-американской дружбы. Однако инцидент с Катакази во многом ослабил предполагавшийся эффект. 18 января 1872 года посол был отозван из США. На пути в Россию, несмотря на запрет продолжать публичную полемику с американцами, опубликовал в Париже памфлет об обстоятельствах конфликта. По возвращении в Санкт-Петербург в июле 1872 года отправлен в отставку, с назначением негласного содержания.
В 1884 году восстановлен на службе в чине тайного советника, назначен советником посольства во Франции. В Париже проживал до самой смерти. Умер от паралича, похоронен на кладбище Пасси.

## Семья
Жена — Ольга Маврикиевна Санта-Северина (1828—25.07.1905), в европейских родословных росписях числится дочерью французского барона «де Бервика», вдова дона Никколы Гройтера, герцога Санта-Северина (1806—1854). По рассказам Катакази, его связь с женой неаполитанского посланника, женщиной чрезвычайно красивой (высокой, статной, златовласой, с чертами еврейки), началась в Бразилии. Он увез её от мужа и, в сущности, этой связью испортил себе жизнь. «Живой, отважный, остроумный неосторожный до безумия, самонадеянный и дерзкий, порядочно таки эгоистичный», Катакази успешно прятал герцогиню от происков мужа и властей Рио-де-Жанейро и, на грозный вопросительный оклик императрицы Бразилии, в присутствии всего дипломатического корпуса: «Откуда вы, монсеньор!», отвечал, почтительно склонившись: «От своей прачки, Мадам!». Пока все это происходило, он был переведен в Петербург, и однажды его послали курьером в Вашингтон; но он, связанный своими любовными похождениями, приехал в Ливерпуль к отходу парохода в Америку, увидав английского кабинетного курьера, он передал ему свои бумаги и попросил сдать их русскому генеральному консулу в Нью-Йорке. В бумагах было сказано, что доставляющий их Катакази передаст словесно посланнику инструкции министра князя Горчакова. Удивленный посланник обо всем немедленно доложил в Петербург. Сам Катакази пропадал шесть месяцев и наконец появился в Петербурге. Канцлер его не принял и не исключил из службы единственно из уважения к его отцу.
Своим скандальным и непочтительным поступком Катакази смущал строгий чин лиссабонского, ганноверского и бразильского двора до тех пор, пока его избранница не овдовела, после чего он женился на ней. С назначением Катакази посланником в США его жена сначала была принята в обществе. Она была яркой фигурой в Вашингтоне и в ее доме велась большая игра, но с обострением политической обстановки мадам Катакази припомнили её прошлое. Колониальные и американские газеты стали подвергать сомнению её происхождение, называя его выдумкой мужа. «Жизнь её представлялась романтичной, — писали они, — но реальность была иной. Она вовсе не была уроженкой города Нанси, так же как Катакази не был потомком византийских императоров». Результатом этой войны стало исключение мадам Катакази из светских кругов Вашингтона. С 1872 года почти постоянно проживала во Франции, где была представлена императрице Евгении. Увлекалась музыкой и была ученицей композитора Дж. O'Келли, посвятившего ей  пьесу для фортепиано. Скончалась в Париже. Их сын Георгий (22.12.1860— ?), родился в Мадриде.